# IEEE 802.3aq
IEEE 802.3aq est un amendement à la norme IEEE Sd 802.3 ratifié le 15 septembre 2006 et qui introduit la section 68 relative à la modification de la couche PHY. La nouvelle couche PHY autorise le transfert de données à un débit de 10 Gbit/s sur fibre optique multimode.

## Description
La norme appelée également 10GBASE-LRM permet la transmission de données à un débit de 10 Gbit/s sur une seule longueur d'onde et par fibres optiques multimodes. La distance de transmission est fonction du type de fibre optique utilisée. On a :
- 220 mètres sur fibre optique multimode OM1 (62,5 µm).
- 300 mètres sur fibre optique multimode OM2 (50 µm).

La norme sert de base d'implémentation de réseaux Ethernet dans les entreprises qui recherchent, à la fois, une grande vitesse de transfert associée à la sécurité des échanges (préférence pour la liaison filaire plutôt que la liaison sans fil) et la possibilité d'utiliser plusieurs applications en parallèle.